# Geissanthus carchianus
Geissanthus carchianus är en viveväxtart som först beskrevs av Cyrus Longworth Lundell, och fick sitt nu gällande namn av Ricketson och Pipoly. Geissanthus carchianus ingår i släktet Geissanthus och familjen viveväxter. Inga underarter finns listade i Catalogue of Life.